# 100 mètres masculin aux championnats du monde d'athlétisme 2011
Navigation
Berlin 2009 Moscou 2013
L'épreuve du  100 mètres masculin des championnats du monde de 2011 s'est déroulée les 27 et 28 août 2011 dans le Stade de Daegu en Corée du Sud. Elle remportée par le Jamaïcain Yohan Blake.

## Records et performances

### Records
Les records du 100 m hommes (mondial, des championnats et par continent) étaient avant les championnats 2011 les suivants.
| Record du monde           | Usain Bolt       | Jamaïque  | 9 s 58  | Berlin  | 16 août 2009    |
| Record des championnats   | Usain Bolt       | Jamaïque  | 9 s 58  | Berlin  | 16 août 2009    |
| Record d'Afrique          | Olusoji Fasuba   | Nigeria   | 9 s 85  | Doha    | 12 mai 2006     |
| Record d'Asie             | Samuel Francis   | Qatar     | 9 s 99  | Amman   | 26 juillet 2007 |
| Record d'Amérique du Nord | Usain Bolt       | Jamaïque  | 9 s 58  | Berlin  | 16 août 2009    |
| Record d'Amérique du Sud  | Robson da Silva  | Brésil    | 10 s 00 | Mexico  | 22 juillet 1988 |
| Record d'Europe           | Francis Obikwelu | Portugal  | 9 s 86  | Athènes | 22 août 2004    |
| Record d'Océanie          | Patrick Johnson  | Australie | 9 s 93  | Mito    | 5 mai 2003      |

### Meilleures performances de l'année 2011
Les dix coureurs les plus rapides de l'année sont, avant les championnats (au 13 août 2011), les suivants. Y figurent 5 Jamaïcains, 2 Américains, un Zimbabwéen, un Français et un Trinidadien. Parmi ces dix, les Américains Tyson Gay (forfait sur blessure) et Michael Rodgers (à la suite d'un contrôle antidopage positif), ainsi que les Jamaïcains Steve Mullings (à la suite d'un contrôle antidopage positif) et Asafa Powell (forfait sur blessure) ne participeront pas à ce 100 mètres.
| 1  | Asafa Powell        | Jamaïque          | 9 s 78 | 30 juin 2011    |
| 2  | Tyson Gay           | États-Unis        | 9 s 79 | 4 juin 2011     |
| 3  | Steve Mullings      | Jamaïque          | 9 s 80 | 4 juin 2011     |
| 4  | Mike Rodgers        | États-Unis        | 9 s 85 | 4 juin 2011     |
| 4  | Richard Thompson    | Trinité-et-Tobago | 9 s 85 | 13 août 2011    |
| 6  | Michael Frater      | Jamaïque          | 9 s 88 | 30 juin 2011    |
| 6  | Usain Bolt          | Jamaïque          | 9 s 88 | 22 juillet 2011 |
| 8  | Ngonidzashe Makusha | Zimbabwe          | 9 s 89 | 10 juin 2011    |
| 9  | Nesta Carter        | Jamaïque          | 9 s 90 | 4 juin 2011     |
| 10 | Christophe Lemaitre | France            | 9 s 92 | 29 juillet 2011 |

## Critères de qualification
Pour se qualifier pour les Championnats (minima A), il fallait avoir réalisé moins de 10 s 18 entre le 1er octobre 2010 et le 15 août 2011. Les minima B sont de 10 s 25.

## Faits marquants
- Avec les forfaits de Tyson Gay et Asafa Powell, la disqualification pour dopage de Steve Mullings et Mike Rodgers et l'élimination en demi-finale de Michael Frater et Richard Thompson, la finale se déroule en l'absence des six meilleurs performeurs de la saison.
- Le coup de tonnerre annoncé n'a pas eu lieu. Alors que la victoire semblait promise à Usain Bolt, il commet un faux départ et est disqualifié. Dans le rugissement de déception du stade, Usain Bolt retire immédiatement son maillot et quitte lentement la piste sans attendre qu'on lui présente le carton rouge.
- Le choc de l'élimination d'Usain Bolt tétanise les coureurs. Christophe Lemaitre, Daniel Bailey et Jimmy Vicaut réalisent un temps décevant. Nesta Carter est dernier à 10 s 95, un temps qui ne lui aurait pas permis de passer le stade des quarts de finale.
- Kim Collins, 35 ans et 145 jours, devient le médaillé le plus âgé sur 100 mètres aux championnats du monde.
- Christophe Lemaitre, 4e, réalise la meilleure performance d'un coureur français aux championnats du monde sur 100 mètres.

## Résultats

### Finale
| Rang               | Athlète             | Nation                     | Temps   | Note |
| ------------------ | ------------------- | -------------------------- | ------- | ---- |
| Médaille d'or      | Yohan Blake         | Jamaïque                   | 9 s 92  | SB   |
| Médaille d'argent  | Walter Dix          | États-Unis                 | 10 s 09 |      |
| Médaille de bronze | Kim Collins         | Saint-Christophe-et-Niévès | 10 s 10 |      |
| 4                  | Christophe Lemaitre | France                     | 10 s 19 |      |
| 5                  | Daniel Bailey       | Antigua-et-Barbuda         | 10 s 26 |      |
| 6                  | Jimmy Vicaut        | France                     | 10 s 27 |      |
| 7                  | Nesta Carter        | Jamaïque                   | 10 s 95 |      |
| —                  | Usain Bolt          | Jamaïque                   | —       | DQ   |

### Demi-finales
Les deux premiers athlètes de chaque course se qualifient pour la finale plus les deux meilleurs temps.
| Rang | Athlète               | Temps       |
| ---- | --------------------- | ----------- |
| 1    | Yohan Blake           | 9 s 95 (SB) |
| 2    | Walter Dix            | 10 s 05     |
| 3    | Jimmy Vicaut          | 10 s 10     |
| 4    | Daniel Bailey         | 10 s 14     |
| 5    | Keston Bledman        | 10 s 14     |
| 6    | Andrew Hinds          | 10 s 32     |
| 7    | Ángel David Rodríguez | 10 s 49     |
| DQ   | Dwain Chambers        | —           |

| Rang | Athlète             | Temps   |
| ---- | ------------------- | ------- |
| 1    | Usain Bolt          | 10 s 05 |
| 2    | Christophe Lemaitre | 10 s 11 |
| 3    | Richard Thompson    | 10 s 20 |
| 4    | Trell Kimmons       | 10 s 21 |
| 5    | Jaysuma Saidy Ndure | 10 s 21 |
| 6    | Michael Frater      | 10 s 23 |
| 7    | Marlon Devonish     | 10 s 25 |
| 8    | Dariusz Kuć         | 10 s 51 |

| Rang | Athlète                | Temps   |
| ---- | ---------------------- | ------- |
| 1    | Kim Collins            | 10 s 08 |
| 2    | Nesta Carter           | 10 s 16 |
| 3    | Harry Aikines-Aryeetey | 10 s 23 |
| 4    | Justin Gatlin          | 10 s 23 |
| 5    | Ngonidzashe Makusha    | 10 s 27 |
| 6    | Churandy Martina       | 10 s 29 |
| 7    | Aziz Ouhadi            | 10 s 45 |
| 8    | Justyn Warner          | 10 s 47 |

### Quarts de finale
Les 3 premiers de chaque course (Q) plus les 3 meilleurs temps (q) se qualifient pour les demi-finales.
| Rang | Athlète                  | Temps   |
| ---- | ------------------------ | ------- |
| 1    | Kim Collins              | 10 s 13 |
| 2    | Trell Kimmons            | 10 s 32 |
| 3    | Richard Thompson         | 10 s 34 |
| 4    | Suwaibou Sanneh          | 10 s 50 |
| 5    | Ronalds Arajs            | 10 s 52 |
| 6    | Peter Emelieze           | 10 s 58 |
| 7    | Delivert Arsene Kimbembe | 10 s 94 |
| DQ   | Adrian Griffith          | —       |

| Rang | Athlète                | Temps   |
| ---- | ---------------------- | ------- |
| 1    | Walter Dix             | 10 s 25 |
| 2    | Harry Aikines-Aryeetey | 10 s 28 |
| 3    | Keston Bledman         | 10 s 32 |
| 4    | Andrew Hinds           | 10 s 41 |
| 5    | Jason Smyth            | 10 s 57 |
| 6    | Egwero Ogho-Oghene     | 10 s 57 |
| 7    | Geronimo Goeloe        | 10 s 84 |
| 8    | Mohamed Fadlin         | 11 s 10 |

| Rang | Athlète             | Temps   |
| ---- | ------------------- | ------- |
| 1    | Christophe Lemaitre | 10 s 14 |
| 2    | Justin Gatlin       | 10 s 31 |
| 3    | Churandy Martina    | 10 s 32 |
| 4    | Marlon Devonish     | 10 s 34 |
| 5    | Carlos Jorge        | 10 s 62 |
| 6    | Gabriel Mvumvure    | 10 s 63 |
| 7    | Kieron Rogers       | 10 s 96 |
| 8    | Dmitri Ilin         | 11 s 00 |

| Rang | Athlète             | Temps   |
| ---- | ------------------- | ------- |
| 1    | Yohan Blake         | 10 s 12 |
| 2    | Jimmy Vicaut        | 10 s 25 |
| 3    | Ngonidzashe Makusha | 10 s 31 |
| 4    | Justyn Warner       | 10 s 33 |
| 5    | Ramon Gittens       | 10 s 42 |
| 6    | Ben-Youssouf Meité  | 10 s 45 |
| 7    | Gérard Kobéané      | 10 s 59 |
| 8    | Jurgen Themen       | 10 s 94 |

| Rang | Athlète                    | Temps   |
| ---- | -------------------------- | ------- |
| 1    | Nesta Carter               | 10 s 26 |
| 2    | Daniel Bailey              | 10 s 34 |
| 3    | Aziz Ouhadi                | 10 s 42 |
| 4    | Rytis Sakalauskas          | 10 s 42 |
| 5    | Marek Niit                 | 10 s 53 |
| 6    | Aziz Zakari                | 10 s 55 |
| 7    | Mohammad Noor Imran A Hadi | 10 s 75 |
| 8    | Foo Ee Yeo                 | 10 s 85 |

| Rang | Athlète               | Temps   |
| ---- | --------------------- | ------- |
| 1    | Usain Bolt            | 10 s 10 |
| 2    | Dwain Chambers        | 10 s 28 |
| 3    | Ángel David Rodríguez | 10 s 37 |
| 4    | Simon Magakwe         | 10 s 53 |
| 5    | Nilson André          | 10 s 54 |
| 6    | Gerald Phiri          | 10 s 60 |
| 7    | Abdouraim Haroun      | 10 s 72 |
| 8    | Moudjib Toyb          | 11 s 12 |

| Rang | Athlète             | Temps   |
| ---- | ------------------- | ------- |
| 1    | Michael Frater      | 10 s 26 |
| 2    | Jaysuma Saidy Ndure | 10 s 33 |
| 3    | Dariusz Kuć         | 10 s 36 |
| 4    | Amaru Schenkel      | 10 s 44 |
| 5    | Aaron Armstrong     | 10 s 48 |
| 6    | Álvaro Gómez        | 10 s 62 |
| 7    | Chi Ho Tsui         | 10 s 65 |
| 8    | Tilak Ram Tharu     | 11 s 32 |

### Séries
Les trois premiers de chaque séries (Q) plus le meilleur temps (q) se qualifient pour les quarts de finale.
| Rang | Athlète                   | Temps        |
| ---- | ------------------------- | ------------ |
| 1    | Abdouraim Haroun          | 10 s 44 (PB) |
| 2    | Keiron Rogers             | 10 s 55 (NR) |
| 3    | Jurgen Themen             | 10 s 84      |
| 4    | George Pine               | 11 s 34 (SB) |
| 5    | Kitavanh Kountavong       | 11 s 42 (PB) |
| 6    | Joshua Jeremiah           | 11 s 44 (PB) |
| 7    | Okilani Tinilau           | 11 s 58      |
| 8    | Christopher Lima da Costa | 11 s 61 (PB) |

| Rang | Athlète                     | Temps        |
| ---- | --------------------------- | ------------ |
| 1    | Tsui Chi Ho                 | 10 s 45      |
| 2    | Fadlin Fadlin               | 10 s 70      |
| 3    | Tilak Ram Tharu             | 11 s 00 (PB) |
| 4    | Rodman Teltull              | 11 s 31 (PB) |
| 5    | Mohamed Ghassem Ahmed Taled | 11 s 50 (PB) |
| 6    | Massoud Azizi               | 11 s 64 (SB) |
| 7    | John Howard                 | 11 s 71 (SB) |
| DQ   | Kim Kuk-young               | —            |

| Rang | Athlète                  | Temps        |
| ---- | ------------------------ | ------------ |
| 1    | Gérard Kobéané           | 10 s 64      |
| 2    | Geronimo Goeloe          | 10 s 73 (SB) |
| 3    | Foo Ee Yeo               | 10 s 76      |
| 4    | Delivert Arsene Kimbembe | 10 s 85      |
| 5    | Joseph Andy Lui          | 11 s 48      |
| 6    | Bledee Jarry             | 11 s 49 (PB) |
| 7    | Ah Chong Sam Chong       | 12 s 36 (PB) |
| 8    | Orrin Ogumoro Pharmin    | 12 s 60 (PB) |

| Rang | Athlète                    | Temps        |
| ---- | -------------------------- | ------------ |
| 1    | Mohammad Noor Imran A Hadi | 10 s 77      |
| 2    | Dimitri Ilin               | 10 s 86      |
| 3    | Moujid Toyd                | 11 s 07      |
| 4    | Karl Farrugia              | 11 s 21      |
| 5    | Francis Manioru            | 11 s 28 (SB) |
| 6    | Frederico Gorrieri         | 11 s 42      |
| 7    | Sogelau Tuvalu             | 15 s 66 (PB) |

## Légende
Records et Performances
- AR : Record continental (area record)
- CR : Record des championnats (championship record)
- MR : Record du meeting (meet record)
- NR : Record national (national record)
- OR : Record olympique (olympic record)
- PR : Record paralympique (paralympic record)
- PB : Record personnel (personal best)
- SB : Meilleure performance personnelle de la saison (season's best)
- WL : Meilleure performance mondiale de l'année (world leader)
- WJR : Record du monde junior (world junior record)
- WR : Record du monde (world record)

Circonstances et Conditions
- DNF : N'a pas terminé (did not finish)
- DNS : N'a pas pris le départ (did not start)
- DQ : Disqualification (disqualification)
- NM : Aucun essai valable enregistré (No Mark)
- Q : Qualifié « directement » au prochain tour (ou à la prochaine compétition), lors d'une compétition majeure, grâce au classement ou à la réalisation des minima (automatic qualifier)
- q : Qualifié au prochain tour (ou à la prochaine compétition), lors d'une compétition majeure, grâce au repêchage ou à la réalisation de l'une des meilleures performances parmi celles des « non qualifiés directement » (grâce au meilleur temps ou à la meilleure distance par exemple) (secondary qualifier)